# Lista de filmes portugueses de 2021
Lista de filmes portugueses de longa-metragem lançados comercialmente em Portugal em 2021, nas salas de cinemas.
Nota: Na coluna coprodução, passando o cursor sobre a bandeira aparecerá o nome do país correspondente.
| #  | Filme                      | Realização                      | Género                  | Estreia        | Coprodução         | Class |
| -- | -------------------------- | ------------------------------- | ----------------------- | -------------- | ------------------ | ----- |
| 1  | El auge del humano         | Eduardo Williams                | Drama                   | 22 de julho    | Argentina · Brasil | M/16  |
| 2  | Bem Bom                    | Patrícia Sequeira               | Drama, musical, romance | 8 de julho     | —                  | M/14  |
| 3  | O Casarão                  | Filipe Araújo                   | Documentário            | 18 de novembro | —                  | M/12  |
| 4  | Diários de Otsoga          | Maureen Fazendeiro Miguel Gomes | Drama                   | 19 de agosto   | —                  | M/12  |
| 5  | Dimensão S                 | Nuno Miguel Ramos Vieira        | Comédia, musical        | 18 de outubro  | —                  | —     |
| 6  | Fantasmas do Império       | Ariel de Bigault                | Documentário            | 3 de junho     | —                  | M/12  |
| 7  | Fatima                     | Marco Pontecorvo                | Drama                   | 7 de outubro   | Estados Unidos     | M/12  |
| 8  | Irregular                  | Diogo Morgado                   | Drama                   | 18 de novembro | —                  | M/14  |
| 9  | A Metamorfose dos Pássaros | Catarina Vasconcelos            | Documentário            | 7 de outubro   | —                  | M/12  |
| 10 | O Movimento das Coisas     | Manuela Serra                   | Documentário            | 17 de junho    | —                  | M/14  |
| 11 | Paraíso                    | Sérgio Tréfaut                  | Documentário            | 16 de setembro | França · Brasil    | M/6   |
| 12 | Prazer, Camaradas!         | José Filipe Costa               | Documentário, drama     | 20 de maio     | —                  | M/14  |
| 13 | Serpentário                | Carlos Conceição                | Drama, fantasia         | 25 de novembro | Angola             | M/12  |
| 14 | Silêncio - Vozes de Lisboa | Celine Carlisle Judit Kalmar    | Documentário            | 23 de setembro | Hungria            | M/12  |
| 15 | O Som Que Desce na Terra   | Sérgio Graciano                 | Drama                   | 11 de novembro | —                  | M/12  |
| 16 | Sombra                     | Bruno Gascon                    | Drama                   | 14 de outubro  | —                  | M/14  |
| 17 | Terra Nova                 | Artur Ribeiro                   | Drama                   | 28 de outubro  | Alemanha           | M/14  |
| 18 | O Último Banho             | David Bonneville                | Drama                   | 1 de julho     | França             | M/16  |
| 19 | Visões do Império          | Joana Pontes                    | Documentário            | 15 de julho    | —                  | M/12  |